# Брагина, Пелагея Ивановна
Пелаге́я Ива́новна Бра́гина (1905—1982) — жительница деревни Юрьевское (сейчас — Малоярославецкий район Калужской области), в условиях немецкой оккупации во время Второй мировой войны вы́ходившая несколько раненых советских бойцов 312-й стрелковой дивизии и через несколько лет после окончания войны написавшая об этом «Повесть о семнадцати спасённых». С середины 1960-х до начала 1980-х годов подвиг Пелагеи Брагиной использовался советской пропагандой как яркий военно-патриотический пример областного масштаба. Архив Брагиной, находящийся в Музее истории города Обнинска, представляет собой полноценный источник сведений о повседневной жизни советской колхозной деревни. Оставаясь до конца преданной советской власти, Брагина в своём неопубликованном дневнике, который она вела в течение всей жизни, фактически описала катастрофу советской деревни.

## Биография
Пелагея Ивановна Брагина родилась в 1905 году в обычной крестьянской семье со средним достатком и устойчивым бытом: нянчила младших детей, работала, ходила с матерью в церковь. В 1914 году поступила в церковно-приходскую школу и окончила 4 класса. В 1921 году в шестнадцатилетнем возрасте заболела костным туберкулёзом ноги, долго лечилась, но осталась инвалидом.
Мировоззрение Пелагеи Брагиной было полностью сформировано советским радио, которое она продолжала слушать всю жизнь. Как важное событие своей жизни она отмечала в 1920-е годы, что «окончила радиоуниверситет».
В дневнике писала, что в 1930-е годы «отца хотели раскулачить, но его спасло то, что он вступил в колхоз». Сама Брагина, избранная к этому времени «делегаткой», а в середине 1930-х годов секретарём Юрьевского сельсовета, в разгар раскулачивания лежала в Малоярославецкой больнице и «застала только хвостик». 5 лет работы в сельсовете она считала «самыми хорошими и счастливыми» в жизни и называла себя «винтиком, пусть самым последним в социалистической машине, но необходимым».
Предвоенную деревню описывала в своём дневнике плакатными красками в духе советских книг и кинофильмов. Полностью разделяла советскую государственную политику:
После обеда вышла в сад почитать и подумать. На антенне с весёлым щебетом раскачивалась ласточка. На коленях книга, очень большого объёма в хорошем переплёте, полный отчёт о троцкистско-зиновьевском процессе. Читаю запоем. Растёт возмущение против врагов народа. Об одном из них рассказывали санитарки и сёстры в санатории им. Семашко в Евпатории: «Здесь он лечился. Носили его на руках, а он в это время изменял Родине, убивал лучших советских людей». Без пяти двенадцать, забрав книгу, пошла домой проверить наручные часы и послушать последние известия по радио.
С начала Великой Отечественной войны активно участвовала как секретарь сельсовета в работах по созданию укрепрайона Можайской линии обороны и строительстве полевого аэродрома, была начальником противовоздушной обороны по сельской местности.
В каждом новом человеке Брагина была готова увидеть врага: «Хоть это наши, советские люди, но среди них мог затеряться враг»; «Враг бродит здесь, а как его рассмотреть, в такой массе народа»; «Я не смогу не беспокоиться, спокойной быть не могу. До всего есть дело. Что это за человек? Что это за самолёт? Нервы мои огрубели и ничего не страшно». Именно в происках врагов Брагина видела причину военных неудач СССР и верила в непогрешимость советского военного руководства.
Однажды вечером, когда старички из рабочего батальона сидели и ужинали из своих котелков, меня в особенности угнетало подавленное чувство. В памяти целый день звучала песня «Граница на замке», которую до войны постоянно заводил избач. Сейчас она звучала как насмешка, обидная, издевательская. Не знаю, что думать, что творится, я ничего не понимаю, почему это враг так прёт к нам. Я долго стояла перед портретом Сталина: кто-то тебя очень обманывает, товарищ Сталин. Мне жаль было Сталина.
Перед возможной немецкой оккупацией её охватило смятение, поскольку оккупацию она приравнивала к плену, а плен в советской идеологии был равносилен измене. Все партийные и советские работники были должны эвакуироваться, но Брагина, не желая, как инвалид, быть обузой, на словах ехать отказывалась. В итоге при эвакуации о ней не вспомнили: «я в селе осталась одна из своих товарищей», «товарищи бросили меня».
Она продолжала ходить на рабочее место даже тогда, когда сельсовет стал боевым штабом, а село — полем боя, пока её не выгнал командир:
Я давно поняла, что никому я не нужна. Но мне раньше никто этого не говорил. Слова «тебе тут делать нечего» были ударом обуха по голове. Слёзы посыпались из глаз.
Бойцы 312-й стрелковой дивизии, оборонявшие деревню Юрьевское, оказались в кольце окружения и сдались противнику. Колхозное имущество разграблялось местными жителями. Из сундука Брагиной украли её одежду.
Пленных красноармейцев немцы отправляли в Кудиново, а раненых, обречённых, по их мнению, на умирание, разрешили перенести в брошенный хозяевами дом. Основную тяжесть ухода за ними Брагина взяла на себя: «Я оказалась нужной, необходимой. Им, моим родным, я была нужна, как пища и сон, как солнце и воздух». В дневнике Брагиной подробно перечислены все сведения о раненых, имена помощников и выполненная ими работа. В течение полутора месяцев Брагина вы́ходила 16 раненых, которые «на всякий случай» оставили ей «ценный и дорогой документ» — свидетельство о своём спасении.
Однако после освобождения Юрьевского все её заслуги были перечёркнуты тем обстоятельством, что её отец во время немецкой оккупации был старостой в деревне Починки. Кроме того, Брагина не могла найти себе применения отчасти из-за слабого здоровья, отчасти из-за неумения сработаться с новыми руководителями.
Вспоминаю секретаря райкома Денисова, председателя райисполкома Панченко, председателя сельсовета Егорова. Их любили люди. И я любила, как лучших товарищей, большевиков. Если б были они, они бы заставили нас работать, выбили благодушие и беспечность Грищенки. А сейчас не видно районного руководства. И мы бы не знали, что есть в районе Советская власть, если бы не рассказывали колхозники, что какой-нибудь начальник за картошкой в колхоз приезжал… Как сейчас вижу высокую фигуру Денисова, гордого и простого, непримиримого, неподкупного… Панченко, честного, доброго. Егорова нельзя было обмануть, подкупить, опутать лестью.
Брагина, тем не менее, продолжала верить в изначальную правильность Советской власти и писала, что колхозы живут благодаря самому́ народу: «есть ещё хороший народ». Одновременно она приводила в дневнике свидетельства об усилении репрессивной политики государства в деревне. Например, проводилась перерегистрация паспортов, при которой в паспорта политически благонадёжных жителей вклеивались контрольные талоны.
Кандидатура отодвинутой от всех дел Брагиной была выдвинута колхозниками на должность счетовода («иди, Поля, в наш колхоз, ты расхищений не допустишь»), но из-за старосты-отца даже место счетовода ей было недоступно. Она пыталась отстоять своё честное имя, обращалась в райком и к депутату Верховного Совета. От секретаря райкома получила совет уехать и устроиться в эвакогоспиталь («коммунистка советует мне бежать»).
Каким будет наше, Советское государство? Неужели таким, руководимым такими преступниками, как Лужин? Нет, не должно этого быть! Я хочу, чтобы наше государство оставалось советским во главе с КПСС. Иначе я ненавижу и не хочу жить.
На момент окончания войны Брагина работала санитаркой госпиталя «Воробьёво» и с группой рабочих и служащих госпиталя получила медаль «За победу над Германией»: «Я растерялась, забыла все слова, а потом прижала к груди медаль и заплакала».
После окончания Второй мировой войны государственная политика по отношению к крестьянству ужесточилась. В 1947 году для проведения предвыборной кампании парторганизацией были отобраны только лица, не бывшие в зоне немецкой оккупации. Аресты руководителей стали рутинным делом. Из деревни был выслан израненный инвалид — за то, что не всегда мог выйти на работу. Саму Брагину после проверки председателем сельсовета «как лица без определённых занятий» спасла от высылки на Колыму только справка об инвалидности.
Брагина жила в деревне с пожилой матерью и малолетним племянником-сиротой. Мать работала в колхозе, а дочь, как «инвалид по болезни, не имеющий права на пенсию», по закону облагалась сельхозналогом. Налогом облагались посевы зерновых, картофеля, огороды, сенокосы, домашний скот. Неполноценная семья Брагиных в 1951 году должна была уплатить налог на сумму 647 рублей 88 копеек и сдать государству: кожевенное сырьё, 50 яиц, 40 кг мяса, 330 л молока, 280 кг картофеля, 4725 кг ржи. Существовал ещё налог по самообложению в размере 20 рублей. В присылаемых Брагиной «обязательствах» и «извещениях», напечатанных на гербовой бумаге, всегда присутствовала фраза: «в случае невыполнения обязательств (или несдачи числящейся за Вами задолженности) Вы будете привлечены к установленной законом ответственности».
Брагина пыталась пройти медкомиссию, чтобы получить 2-ю группу инвалидности, освобождающую от налога, но была признана здоровой. Здоровыми признавали и «инвалидов войны — больных, на костылях, без рук, без ног, которые не могут работать». Тех инвалидов, которые уже были во 2-й группе, переводили в 3-ю, платящую налог.
Брагина, как и большинство колхозников, была уверена, что злоупотребления на местах совершались без ведома верховной власти, которая, узнав о беспорядках, беспощадно бы их покарала. Сама она стала бояться людей и начала прятаться от представителей Советской власти. «И стала сомневаться, Советская ли власть у нас сейчас». В то же самое время она радовалась и восхищалась песней о Сталине «На просторах Родины чудесной» («слушала бы целый день»), от исполнения «Интернационала» её «прошибали слёзы».
Спустя несколько лет, в 1951 году, её всё-таки приняли на работу счетоводом в колхоз имени Жданова. Теперь она изнутри колхозной жизни описывала случаи грабежа колхозного добра руководителями всех уровней, их моральное разложение, унижения колхозников. Её семья не была исключением: мать после работы «косит по выпасам и кустарникам для своей коровы. Устаёт ужасно, как рыба открывает рот. [Племянник] Володя на тачке перевозит траву к дому, стонет во сне от усталости».
В архиве Пелагеи Брагиной сохранилась записка председателя колхоза от 8 августа 1952 года её матери, Т. С. Брагиной, которой тогда было около 70 лет:
В связи с создавшейся угрозой в уборке озимых культур с одной стороны и в интересах быстрейшей её уборки вам доводится задание правлением колхоза в соответствии с Постановлением Правительства убрать 0,5 га в течение 3-4 дней. Предупреждаем, что в случае затяжки в уборке установленного вам задания, потери на вашем участке будут отнесены на ваш счёт.
После массового падежа скота зимой 1953 года, вызванного бескормицей, когда доярки носили сено со своих дворов, началось массовое бегство из деревни. В 1960-х годах в деревне «из молодёжи осталась одна девушка. Все девушки, парни, окончив школу, ушли в город науки Обнинск».
В 1955 году счетовода Брагину уволили из колхоза имени Жданова как «не обеспечившую учёт». Свои права ей отстоять не удалось; также для неё не нашлось места в соседнем совхозе «Кудиново». В то же самое время она по-прежнему незыблемо верила в Советскую власть, откликалась в дневнике на события политической жизни, размышляла о правильной миролюбивой политике партии, скорбела о смерти Сталина, не могла понять известий о разоблачении Берии и культе личности Сталина.
В 1957 году Брагиной всё-таки дали 2-ю группу инвалидности и назначили пенсию. Она «с трудом получила и паспорт». В этом году она начала писать свои воспоминания о войне, позже получившие название «Повесть о семнадцати спасённых».
В феврале 1964 года А. С. Романов опубликовал в журнале «Крестьянка» очерк «Семнадцать сыновей», после которого Пелагея Брагина сразу же получила всесоюзную известность. Её начали приглашать на торжественные собрания, «смотрели как на чудо», привезли и напилили 6 кубометров дров. Пионеры обнинской школы № 2 зачислили Брагину почётным пионером в свой отряд и преподнесли ей красный галстук.
5 апреля 1965 года «Повесть о семнадцати спасённых» Пелагеи Брагиной вышла из печати и поступила в продажу. 16 мая Брагину наградили орденом Отечественной войны II степени. В октябре её сняло и показало на весь СССР Центральное телевидение, после чего от пионеров и школьников разных областей она начала в огромном количестве получать письма — «все одного содержания. Высоко именуют — героиней, просят фотокарточку мою и бойцов, и их письма, рассказать, как ухаживала. 4 ближние школы пригласили рассказать. Грипп освободил меня от мучительных воспоминаний».
Переписка со спасёнными бойцами («с кем разговаривала, кому писала только мысленно, боясь внести неприятности в семьи») после того, как ажиотаж вокруг её личности схлынул, стала для неё настоящей отдушиной до последних дней. В конце жизни она размышляла о том, каким должен быть человек («красота человека в честности, в трудолюбии и верности к Родине»), вспоминала несправедливо обиженных Советской властью людей — священника из Юрьевского, раскулаченных односельчан, измученного нищетой и голодом инвалида — участника войны.
Брагина ревностно оберегала свою главенствующую роль в спасении красноармейцев, которую односельчане пытались оспорить и «переложить» на себя — прижизненно и после смерти. Проведённый в 1991 году А. С. Романовым с группой студентов ИАТЭ в Юрьевском социологический опрос показал сомнения жителей в достоверности истории, описанной в повести Брагиной: селяне сходились во мнении, что спасение солдат было коллективным подвигом, и выделение Брагиной значило бы незаслуженное забвение других людей.
Пелагея Ивановна Брагина умерла в 1982 году, похоронена на кладбище в селе Карижа. На её похороны приехало четверо спасённых ею солдат.

## «Повесть о семнадцати спасённых»
В 1957 году Пелагея Брагина начала писать воспоминания о событиях 15-летней давности. Поддержку в этом ей оказал рабочий подсобного хозяйства МВД СССР в Кудинове Тарас Иванович Бобров — репрессированный НКВД бывший немецкий военнопленный и участник итальянского Сопротивления. Опубликовать рукопись, получившую название «Гляди зверю в глаза», не удавалось, и Брагина даже собиралась преподнести её в дар кому-либо из писателей. В 1963 году Бобров передал рукопись А. С. Романову, который, в свою очередь, передал её в Калужское отделение Приокского книжного издательства. Директор издательства В. Васильчиков отдал рукопись на литературную обработку писательнице Надежде Усовой. После переработки Усовой книга получила издательское название «Повесть о семнадцати спасённых».
Согласно местной легенде, источником которой была сама Пелагея Брагина, первоначальное название книги «Гляди зверю в глаза» было связано с реальным случаем, произошедшим с Брагиной. В начальный период Великой Отечественной войны немецкие войска не проявляли особой жестокости по отношению к гражданскому населению и, по воспоминаниям жителей Юрьевского, «часто угощали наших детей шоколадом». Стон раненых красноармейцев в доме, где они укрывались, услышал некий немецкий офицер, зашёл в дом и увидел солдат. Брагина, прочитавшая где-то, что если смотреть дикому зверю в глаза, то он не бросается на человека, посмотрела немцу прямо в глаза. Оглядевшись, офицер неожиданно отдал честь Пелагее Брагиной и вышел из дома. Эта легенда теряет в своей яркости, если вспомнить, что раненые красноармейцы были размещены в пустующем доме с разрешения немцев, а импровизированный госпиталь часто посещали староста, полицаи и немцы, и Брагина советских солдат не укрывала, а лишь выхаживала.
«Повесть о семнадцати спасённых» была опубликована в Приокском книжном издательстве в 1965 году и никогда не переиздавалась.

## Архив Брагиной
Архив Пелагеи Брагиной (дневники, воспоминания, записи повседневных расходов, описания просмотренных фильмов и прочитанных книг, документы, квитанции на всевозможные платежи) после её смерти был передан в Музей истории города Обнинска. Он представляет собой редкий и целостный источник сведений о повседневной жизни советской колхозной деревни.

## Награды и звания
- Медаль «За победу над Германией в Великой Отечественной войне 1941—1945 гг.» (1945)[12]
- Орден Отечественной войны II степени (1965)[19]
- Почётный гражданин села Игнатьевское (1965)[19]

## Память
- Мемориальная доска на доме Пелагеи Брагиной была установлена после её смерти и открыта Александром Наумовым — командиром 312-й стрелковой дивизии, бойцов которой вы́ходила Брагина[22].
- В школьном музее Кудиновской средней школы Пелагее Брагиной посвящена отдельная экспозиция[22].